# 第五十八届超级碗
第五十八届超级碗（Super Bowl LVIII）是2023赛季美国全国橄榄球联盟（NFL）的年度冠军赛。赛事于2024年2月11日在美国内华达州天堂市的忠實體育場举行，由国联（NFC）冠军舊金山49人对阵美联（AFC）冠军堪萨斯城酋长。最終酋長隊於加時賽獲勝，衛冕超级碗，成为自2004赛季新英格兰爱国者队以来第一支成功卫冕的球队。

## 比赛场馆
该届超级碗原定由路易斯安那州新奥尔良承办。2020年3月，联盟和球员协会签订协议，从2021赛季起将原来的16场常规赛加至17场。该项调整导致第五十八届超级碗和新奥尔良当地的懺悔星期二庆祝活动发生日程冲突。同年10月，联盟宣布将新奥尔良的承办权延至第五十九届超级碗。
2021年12月，联盟宣布第五十八届超级碗改由拉斯维加斯承办，球场选在天堂市新建成的忠實體育場。这标志着内华达州首次举办超级碗。

## 球队
继2020年第五十四屆超級盃之后，两队再次在超级碗遭遇。在上次的超级碗对决中，酋长末节逆转击败了49人。
堪萨斯城酋长是上届卫冕冠军，并且在最近五个赛季中第四次闯入超级碗。球队在该赛季主要依赖防守组的表现。进攻组方面则由明星四分卫帕特里克·马霍姆斯和近端锋特拉维斯·凯尔西领衔，球队的跑球能力在联盟中并不突出。
旧金山49人的进攻组由二年级四分卫布罗克·珀迪和明星跑卫克里斯蒂安·麦卡弗里领衔，在常规赛中发挥亮眼，传球码数排联盟第4，跑球码数排联盟第3。在季后赛中先后惊险击败绿湾包装工和底特律雄狮后晋级超级碗。

## 赛事

### 上半场
比赛第一节，双方互有攻守，但都未能取得得分。第二节，49人队新秀踢球手杰克·穆迪以一记55码的射门先拔头筹，得到3分，并刷新了超级碗最远射门得分记录（原纪录为第二十五届超级碗54码）。随后，帕特里克·马霍姆斯52码长传找到梅科尔·哈德曼，攻入距离端区不到10码处，然而之后酋长跑卫伊赛亚·帕切科出现掉球丢掉了球权。第二节剩4分半钟时，49人队使用特殊战术，由布罗克·珀迪向后传球给外接手贾安·詹宁斯，再由贾安·詹宁斯向前传给克里斯蒂安·麦卡弗里，麦卡弗里直接跑球达阵，将领先优势扩大到10∶0。半场结束前，酋长队在红区内连打三档未能达阵，只能选择28码的射门，将比分追至10∶3。

### 下半场
第三节，酋长队开局不顺，马霍姆斯的三档12码传球被抄截。第三节剩5分钟时，酋长队哈里森·巴特克尝试57码远的射门，球勉强飞过横梁命中，再度刷新了超级碗最远射门得分的纪录，分差缩小至10∶6。第三节剩2分半钟时，49人队在接弃踢球时出现掉球。酋长队利用该失误抢到了球权，并在一次16码的传球达阵后以13∶10反超比分。
第四节开场后，49人通过一次4档强打接近至端区前，随后珀迪传球连线贾安·詹宁斯完成达阵，以16∶13重新夺回领先，但一分加踢被酋长队的线卫利奥·切纳尔封堵。第四节剩6分半，马霍姆斯止步于端区前6码，酋长队选择射门扳平比分。在进入最后的两分钟停表后，49人队先完成一次53码的射门，将比分改写为19∶16。马霍姆斯在最后时刻不断地传球推进，酋长队以一记29码的射门扳成19∶19平，将比赛拖入加时赛。

### 加时赛
加时赛中，49人队先攻，在剩7分半钟时以一记射门得到3分。随后酋长队在进攻轮次中连续推进75码，马霍姆斯还通过4档跑球完成强打。在最后几秒，马霍姆斯传球给外接手梅科尔·哈德曼完成达阵，以25∶22逆转赢得比赛，成功卫冕超级碗冠军。酋长队的四分卫马霍姆斯凭借333码的传球、66码的跑球和两次传球达阵，被评为超级碗最有价值球员（MVP），这是马霍姆斯职业生涯第三次获得该荣誉。

## 表演

### 赛前
在赛前表演中，由乡村音乐歌手瑞芭·麦肯泰尔演唱美国国歌，并由丹尼爾·杜蘭特辅以美國手語。此外，波兹·马龙演唱《美丽的阿美利加》，安德拉·戴演唱《眾生揚聲歌頌》。

### 中场
中场表演由R&B歌手亚瑟小子担纲。

### 场外
酋长队特拉维斯·凯尔西的女友泰勒·斯威夫特收获了大量的场外关注。她从時代巡迴演唱會东京场连夜赶到拉斯维加斯，并在球场的豪华套间内观赛。在正赛转播时长中，CBS转播镜头共切到泰勒11次，合计时长55秒。

## 后续事件
在酋长队夺冠后的次周三，即2024年2月14日，堪萨斯城举行了胜利游行和集会。庆祝活动估算吸引了约100万人前往。活动结束后的下午2时（北美中部时区），该市联合车站外发生枪击事件，造成1名妇女死亡、20多人受伤，现场数千人惊慌失措。